# Parabellum MG 14
Das Parabellum MG 14 oder auch Flugzeug-MG Parabellum war ein leichtes Maschinengewehr, das von der Deutsche Waffen- und Munitionsfabriken AG (DWM) – unter der Marke Parabellum – entwickelt wurde. Das Parabellum-Maschinengewehr kam im Deutschen Reich während des Ersten Weltkrieges zum Einsatz.
Grundlage der Konstruktion war das MG 08, das zur Gewichtseinsparung überarbeitet wurde. Insbesondere konnte die Waffe auch ohne Wasserkühlung auskommen, stattdessen wurde ein perforierter Laufmantel angebracht. Die Munition wurde aus einer Trommel entnommen, die an der rechten Seite angebracht war. Darin waren Patronengurte zu je 250 Schuss aufgewickelt.
Das MG 14 wurde vor allem in zweisitzigen Flugzeugen verwendet. Dabei bediente der Beobachter die beweglich angebrachte Waffe und sicherte das Heck, während der Pilot mit einem fest installierten MG 08/15 nach vorn feuerte. Exemplare, die in Luftschiffen installiert waren, wurden aus Sicherheitsgründen mit Wasserkühlung ausgestattet.
Anfangs nur selten an die Infanterie ausgegeben, erschienen gegen Ende des Krieges größere Stückzahlen auf den Schlachtfeldern; für diesen Zweck konnte ein Zweibein nachgerüstet werden.
1917 wurde das Modell überarbeitet und als MG 14/17 geführt. Für eine bessere Handhabung verringerte man den Durchmesser des voluminösen Laufmantels und gestaltete die Bedienelemente so um, dass sie auch mit Handschuhen bedienbar waren. Zusätzlich erhielt das MG eine Montageschiene für Zielfernrohre.